# エンディングビデオ
エンディングビデオは、結婚披露宴の退場時や締めの時に上映される、主に列席者の名前やお世話になった人の名前と共に感謝のメッセージをBGMとタイトルロールで演出したビデオである。

## 概要
式場で頼んだ場合は当日の結婚式、披露宴の映像をビデオに編集してもらえる場合がある。また外注業者へ頼んだ場合は、業者独自のビデオを式場に比べ若干割安に注文する事が出来る場合がある。